# ويلهلم هاينز شرودر
ويلهلم هاينز شرودر (بالألمانية: Wilhelm Heinz Schröder)‏ هو مؤرخ ألماني، ولد في 24 مايو 1946 في ملريش اشتات في ألمانيا.